# Никола Ромео
Никола Ромео е италиански инженер и предприемач, собственик на италианския автомобилен производител Alfa Romeo.

## Биография
Никола Ромео е роден на 28 април 1878 г. в градчето Сант'Антимо, близо до Неапол, Италия. Завършва за машинен инженер в Политехническия университет в Неапол (Politecnico di Napoli, днес Неаполитански университет Федерико Втори). Продължава инженерното си образование в Лиеж, Белгия, където получава диплома за електроинженер.
През 1911 г. Ромео се връща в Италия, където основава собствена фирма, „Ing. Nicola Romeo e Co.“ Компанията произвежда оборудване за добивната индустрия. Щом компанията укрепва, той решава да я развие още и през 1915 г. купува по-голямата част от миланската компания A.L.F.A. (Anonima Lombarda Fabbrica Automobili), произвеждаща автомобили. Три години по-късно, през 1918 г., Никола Ромео става единствен собственик на компанията. Впоследствие A.L.F.A. е преименувана на „Società Anonima Italiana Ing. Nicola Romeo“. Първият автомобил, който получава названието и емблемата Alfa Romeo, е Torpedo 20/30 HP. По негово време компанията започва производство и на военни и спортни автомобили. Компанията има добра репутация, но през 1927 г. е близо до ликвидация заради голяма задлъжнялост. Ситуацията довежда до напускането на Ромео от компанията през 1928 г.
От 1929 до 1938 г. е сенатор в едната от камерите на италианския парламент, от парламентарната група на Националната фашистка партия.
Ромео е бил женен за португалката Анджелина Валадин (Angelina Valadin). От този брак той има 7 деца: Маурицио, Едоардо, Николас, Елена, Джулиета, Пиера и Ирена.
Никола Ромео умира на 15 август 1938 г. в дома си в Магрельо, на езерото Комо, на 62-годишна възраст.
Едва след 70 години, в чест на 130-ата годишнина от раждането му, Неапол посвещава на паметта на Никола Ромео една улица, наричайки я Via Nicola Romeo.
Удостоен е с орден на Короната на Италия през 1912 г.